# Edward L. Custer
Edward Luke Custer (* 24. Januar 1837 in Basel, Kanton Basel-Stadt, Schweiz; † 9. Januar 1881 in Boston, Massachusetts, Vereinigte Staaten) war ein US-amerikanischer Maler, der der Düsseldorfer Schule und dem Präraffaelismus zugeordnet wird.

## Leben

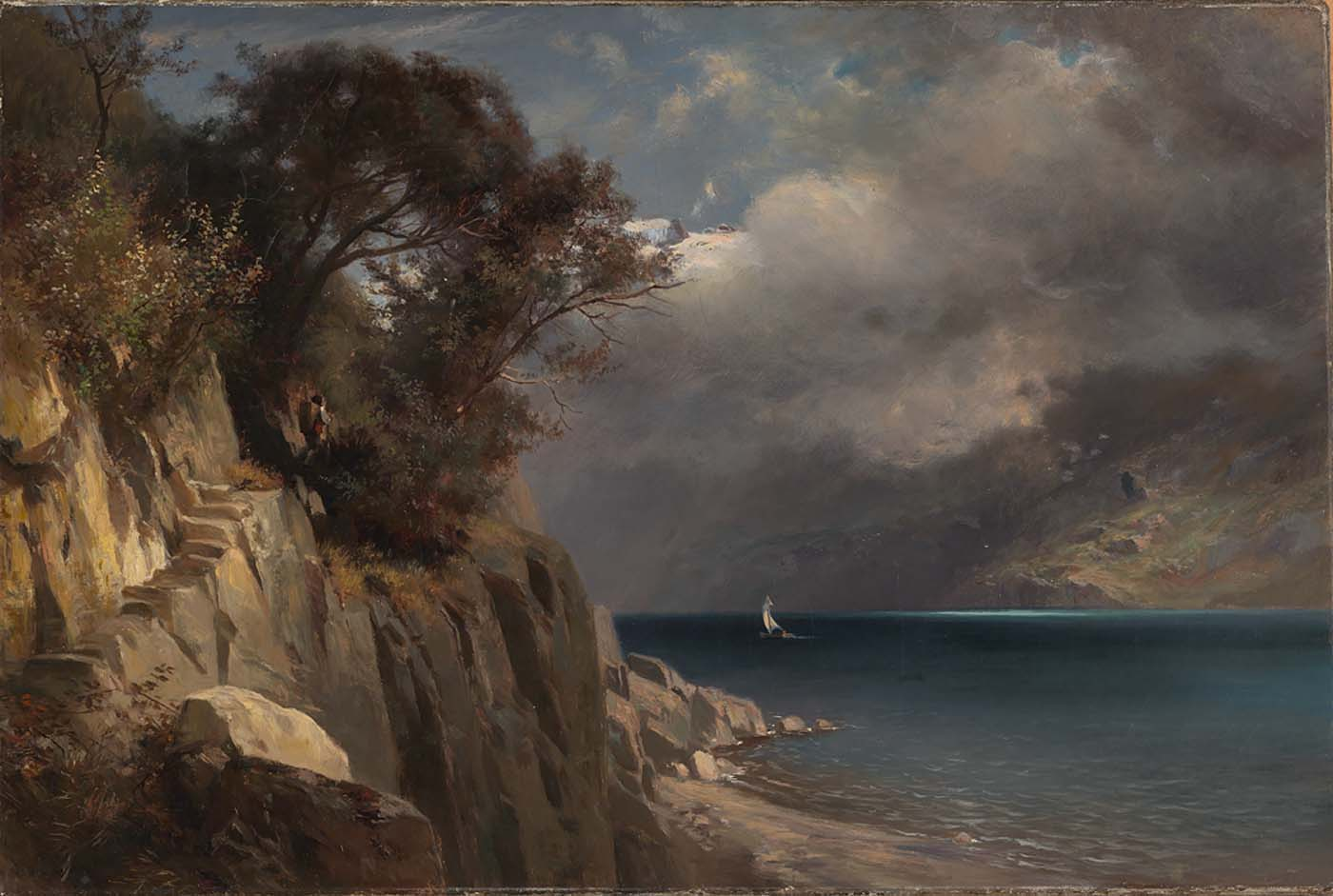
Lake Scene (Szene an einem See), 1875, Smithsonian American Art Museum

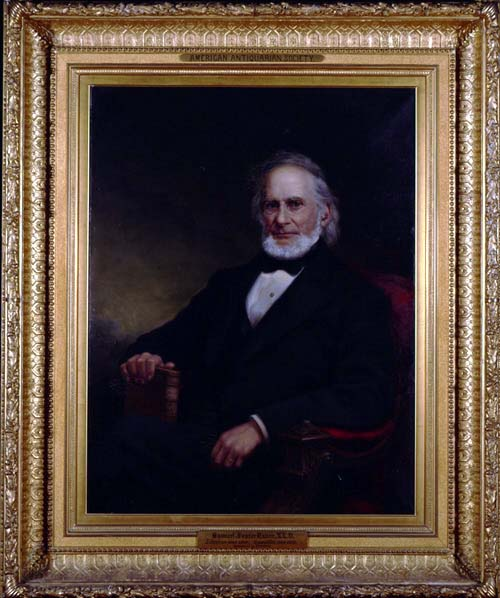
Samuel Foster Haven, 1878

Custer war der Adoptivsohn des in Frankfurt am Main geborenen, der Homöopathie zuneigenden Arztes Emil Custer (1820–1896) und der leibliche Sohn von dessen in Basel geborener Ehefrau Nannette Tollmann-Spann (1813–1889), einer ausgebildeten Pianistin, die aus ihrer ersten Ehe mit dem in Wien geborenen Maler Michael Heinrich Spann (1806–1843) drei Kinder hatte. Die Familie emigrierte im Herbst 1846 in die Vereinigten Staaten. Sie siedelten sich 1847 in Syracuse im Bundesstaat New York an, 1848 in Manchester im Bundesstaat New Hampshire, wo Custers Vater als Arzt praktizierte. Bereits in der Schule fiel Custer durch sein Zeichentalent auf. Schon im Jahr 1848 stellte er im Boston Athenæum seine ersten Gemälde aus, noch unbeholfene Szenen mit Farmen und dem ländlichen Leben. Zum Kunststudium schickten ihn die Eltern nach Europa, wo er sich 1860 an der Kunstakademie Düsseldorf einschrieb. Dort waren bis 1861 der Nazarener Andreas Müller und dessen Assistent Ludwig Heitland seine Lehrer. 1861 führte ihn eine Studienreise nach Basel, wo er Angehörige seiner Familie hatte. Im Mai 1862 schloss Custer ein Studium an der Kunstakademie München an. In München ließ er sich auch von dem Schweizer Landschaftsmaler Johann Gottfried Steffan unterrichten.
1863 kehrte er nach Manchester zurück. Im folgenden Jahr, am 2. Mai 1864, heiratete er seine Jugendliebe, Ruth Ann Porter (1837–1878), eine aus Vermont gebürtige Lehrerin, die an einer örtlichen Schule arbeitete. Das Paar zog darauf nach Boston, wo Custer ein Atelier eröffnete und hauptsächlich von der Porträtmalerei lebte. Zu seinen Kunden zählten die Politiker Moody Currier, Person Colby Cheney, Frederick Smyth und Alonzo G. Smith sowie der Anthropologe Samuel Foster Haven (1806–1881) und der Mediziner John Barnard Swett Jackson (1806–1879). Darüber hinaus war Custer ein leidenschaftlicher Landschaftsmaler, der in seinen Bildern einen poetisch anmutenden Kolorismus und einen Detailrealismus mit botanischer Akkuratesse entwickelte. Ferner schuf er Genreszenen, Tierbilder und Stillleben. Auch in der Historienmalerei versuchte er sich. Mit seinen Werken beschickte er das Boston Athenæum bis 1869, außerdem die National Academy of Design in New York City und die Pennsylvania Academy of the Fine Arts in Philadelphia. In Begleitung seiner Frau begab er sich 1870 auf einjährige Europareise, auf der das Paar verschiedene Städte, Museen und Galerien in Deutschland, den Niederlanden und Italien besuchte. Nachdem seine Ehefrau nach zweijähriger Krankheit am 12. Februar 1878 an der Tuberkulose gestorben war, reiste Custer für ein Jahr erneut nach Europa. Im Mai 1880 heiratete er seine zweite Ehefrau, Mary L. McClure aus Cambridge, Massachusetts. Ihre Ehe währte nur kurz, da er am 9. Januar 1881 im Alter von fast 44 Jahren einem Schlaganfall erlag, nachdem er zuvor an heftigen Kopfschmerzen gelitten hatte. Custer wurde auf der Valley Cemetery in Manchester an der Seite seiner ersten Ehefrau, deren Porträt er noch 1880 in einem Erinnerungsbild festgehalten hatte, bestattet.